# (47038) Majoni
(47038) Majoni  es un asteroide perteneciente al cinturón de asteroides, descubierto el 17 de noviembre de 1998 por Vittorio Goretti desde el Observatorio de Pianoro, en Italia.

## Designación y nombre
Majoni se designó inicialmente como 1998 WQ2.
Más adelante fue nombrado en honor al ingeniero eléctrico italiano relacionado con el observatorio de Pianoro Vittore Majoni (1936-2002).

## Características orbitales
Majoni orbita a una distancia media del Sol de 2,7693 ua, pudiendo acercarse hasta 2,0692 ua y alejarse hasta 3,4693 ua. Tiene una excentricidad de 0,2527 y una inclinación orbital de 10,1703° grados. Emplea en completar una órbita alrededor del Sol 1683 días.

## Características físicas
Su magnitud absoluta es 14,6.